# Indegnità
L'indegnità è, nel diritto italiano, la situazione in cui si trova un soggetto che, per effetto di sue proprie azioni, va a perdere determinati requisiti necessari per l'esercizio di taluni diritti.
Un esempio di indegnità è "un figlio uccide il padre per acquisire quale erede i suoi beni"; questo e altri casi sono stati definiti nel testo dell'articolo 463 del Codice civile del 16 marzo 1942.

## Casi d'indegnità
La legge italiana prevede l'esclusione dalla successione come indegno per chi:
1. ha volontariamente ucciso o tentato di uccidere la persona della cui successione si tratta, o il coniuge, o un discendente, o un ascendente della medesima, purché non ricorra alcuna delle cause che escludono la punibilità a norma della legge penale;
2. ha commesso, in danno di una di tali persone, un fatto al quale la legge dichiara applicabili le disposizioni sull'omicidio;
3. ha denunciato una di tali persone per reato punibile con l'ergastolo o con la reclusione per un tempo non inferiore nel minimo a tre anni, se la denuncia è stata dichiarata calunniosa in giudizio penale; ovvero ha testimoniato contro le persone medesime imputate dei predetti reati, se la testimonianza è stata dichiarata, nei confronti di lui, falsa in giudizio penale. L'articolo 3-bis, include anche chi, essendo decaduto dalla potestà genitoriale nei confronti della persona della cui successione si tratta a norma dell'articolo 330 (articolo relativo alla decadenza dalla responsabilità genitoriale sui figli), non è stato reintegrato nella potestà alla data di apertura della successione della medesima;
4. ha indotto con dolo o violenza la persona, della cui successione si tratta, a fare, revocare o mutare il testamento, o ne l'ha impedita;
5. ha soppresso, celato o alterato il testamento dal quale la successione sarebbe stata regolata;
6. ha formato un testamento falso o ne ha fatto scientemente uso.